# کیت کلانچی
کیت کلانچی (به انگلیسی: Kate Clanchy) شاعر، نویسنده و معلم اسکاتلندی است.